# Geoff Zanelli
Geoff Zanelli est un compositeur de musiques de films américains né le 28 septembre 1974 à Westminster en Californie. Il rejoint la Remote Control Productions Team en 1994 et débute comme collaborateur de John Powell en 1997 sur le film Volte/face.

## Filmographie

### Compositeur

#### Cinéma

##### Longs métrages
- 2004 : Fenêtre secrète (Secret Window) de David Koepp (cocompositeur avec Philip Glass)
- 2004 : Le Prince de Greenwich Village (House of D) de David Duchovny
- 2007 : Paranoïak (Disturbia) de D. J. Caruso
- 2007 : Hitman de Xavier Gens
- 2008 : Delgo de Jason Maurer
- 2008 : Outlander : Le Dernier Viking de Howard McCain
- 2008 : La Ville fantôme (Ghost Town) de David Koepp
- 2009 : Ultimate Game (Gamer) de Mark Neveldine et Brian Taylor (cocompositeur avec Robert Williamson)
- 2010 : Et maintenant... N'embrassez pas la mariée (You May Not Kiss the Bride) de Rob Hedden
- 2011 : Nuits noires (Beneath the Darkness) de Martin Guigui
- 2011 : Should've Been Romeo de Marc Bennett
- 2012 : La Drôle de vie de Timothy Green (The Odd Life of Timothy Green) de Peter Hedges
- 2013 : Last I Heard de Dave Rodriguez
- 2013 : Louder than Words de Anthony Fabian
- 2014 : School Dance de Nick Cannon
- 2015 : Charlie Mortdecai (Mortdecai) de David Koepp (cocompositeur avec Mark Ronson)
- 2015 : No Stranger Than Love de Nick Wernham
- 2016 : Bling de Kyung Ho Lee et Wonjae Lee
- 2016 : Les Cerveaux (Masterminds) de Jared Hess
- 2017 : Le Lieutenant Ottoman (The Ottoman Lieutenant) de Joseph Ruben
- 2017 : Pirates des Caraïbes : La Vengeance de Salazar (Pirates of the Caribbean: Dead Men Tell No Tales) de Joachim Rønning et Espen Sandberg (original music by Hans zimmer)
- 2018 : Jean-Christophe et Winnie (Christopher Robin) de Marc Forster
- 2019 : The Intruder de Deon Taylor
- 2019 : Red Shoes and the Seven Dwarfs de Sung-ho Hong
- 2019 : Black & Blue (Black and Blue) de Deon Taylor
- 2019 : Maléfique : Le Pouvoir du mal (Maleficent: Mistress of Evil) de Joachim Rønning
- 2020 : Fatale de Deon Taylor
- 2020 : You Should Have Left de David Koepp
- 2023 : Freelance de Pierre Morel

##### Courts métrages
- 2001 : Feast de George Newnam
- 2001 : Hope de Ron Brinkman
- 2001 : Take the Fifth de Darlene Korff
- 2005 : Fresh News de Darlene Kegan
- 2007 : Max on Set: Disturbia... An Inside Look
- 2008 : Fold de Jason Yim
- 2010 : Navy 3D de Ron Luscinski
- 2011 : A Warrior's Journey 3D de Ron Luscinski
- 2014 : A Boy's Life d'Howard McCain

#### Télévision
- 2000 : Fear de Martin Kunert (cocompositeur avec Henning Lohner) (série télévisée)
- 2000 : Motocops de Sigi Rothemund (cocompositeur avec James S. Levine) (téléfilm)
- 2000 : Sportscentury : The Century's Greatest Athletes de Joseph Maar (cocompositeur avec James S. Levine) (documentaire TV)
- 2005 : Into the West de Simon Wincer (série télévisée)
- 2010 : Inside the Game: Controlling Gamer (vidéo)
- 2010 : First Person Shooter: The Evolution of Red (vidéo)
- 2010 : The Pacific (minisérie) de Tom Hanks et Steven Spielberg (cocompositeur avec Hans Zimmer et Blake Neely)
- 2013 : Killing Kennedy de Nelson McCormick (film TV)
- 2013 : Christmas in Conway de John Kent Harrison (film TV)
- 2015 : Le Roi Scorpion 4 : La Quête du pouvoir (The Scorpion King: The Lost Throne de Mike Elliott (vidéo)

#### Jeux vidéo
- 2004 : Champions of Norrath: Realms of EverQuest (cocompositeur avec Inon Zur)
- 2007 : Shrek le troisième (cocompositeur avec Winifred Phillips)
- 2009 : Call of Duty: Modern Warfare - Mobilized
- 2010 : Call of Duty: Black Ops (version Nintendo DS uniquement)
- 2011 : Call of Duty: Modern Warfare 3 - Defiance
- (à venir) : Squadron 42

### Musiques additionnelles
- 1997 : Teen Angel de Andy Cadiff (série télévisée) (musique de Jeff Rona)
- 1997 : Volte/face de John Woo (musique de John Powell)
- 1998 : Endurance de Leslie Woodhead (musique de John Powell)
- 1998 : Fourmiz de Eric Darnell (musique de Harry Gregson-Williams et John Powell)
- 1998 : With Friends Like These de Philip Frank Messina (musique de John Powell)
- 1999 : Un vent de folie de Bronwen Hughes (musique de John Powell)
- 1999 : 50 degrés Fahrenheit de Hugh Johnson (musique de Hans Zimmer et John Powell)
- 2000 : Chicken Run de Peter Lord (musique de Harry Gregson-Williams et John Powell)
- 2000 : La Route d'Eldorado de David Silverman (musique de Hans Zimmer et John Powell)
- 2001 : Passionada de Dan Ireland (musique de Harry Gregson-Williams)
- 2001 : Les Visiteurs en Amérique de Jean-Marie Poiré (musique de John Powell)
- 2001 : Hannibal de Ridley Scott (musique de Hans Zimmer)
- 2001 : Pearl Harbor de Michael Bay (musique de Hans Zimmer)
- 2002 : Compte à rebours mortel de Jim Gillespie (musique de John Powell)
- 2002 : Live from Baghdag de Mick Jackson (film TV) (musique de Steve Jablonsky)
- 2002 : K-19 : Le Piège des profondeurs (K-19: The Widowmaker) de Kathryn Bigelow (musique de Klaus Badelt)
- 2002 : La Machine à explorer le temps de Simon Wells (musique de Klaus Badelt)
- 2002 : Equilibrium (film) de Kurt Wimmer (musique de Klaus Badelt)
- 2003 : Champions of Norrath (jeu vidéo) (musique de Dori Amarillio)
- 2003 : Veronica Guerin de Joel Schumacher (musique de Harry Gregson-Williams)
- 2003 : Ned Kelly de Gregor Jordan (musique de Klaus Badelt)
- 2003 : Les Associés de Ridley Scott (musique de Hans Zimmer)
- 2003 : Le Dernier Samouraï de Edward Zwick (musique de Hans Zimmer)
- 2003 : Pirates des Caraïbes : La malédiction du Black Pearl de Gore Verbinski (musique de Klaus Badelt)
- 2004 : Catwoman de Pitof (musique de Klaus Badelt)
- 2004 : Gang de requins de Éric Bergeron (musique de Hans Zimmer)
- 2006 : Pirates des Caraïbes : Le Secret du coffre maudit de Gore Verbinski (musique de Hans Zimmer)
- 2007 : Pirates des Caraïbes : Jusqu'au bout du monde de Gore Verbinski (musique de Hans Zimmer)
- 2008 : Madagascar 2 : La Grande Évasion de Eric Darnell et Tom McGrath (musique de Hans Zimmer)
- 2009 : Anges & Démons de Ron Howard (musique de Hans Zimmer)
- 2010 : Le Choc des Titans de Louis Leterrier (musique de Ramin Djawadi)
- 2011 : Rango de Gore Verbinski (musique de Hans Zimmer)
- 2011 : Pirates des Caraïbes 4 : La Fontaine de Jouvence de Rob Marshall (musique de Hans Zimmer)
- 2017 : Pirates des Caraibes : La Vengeance de Salazar de Joachim Ronning et Espen Sandberg

## Récompenses
- Emmy Award (2006) pour la série Into the West comme meilleure musique originale.